# Víznyerőhely

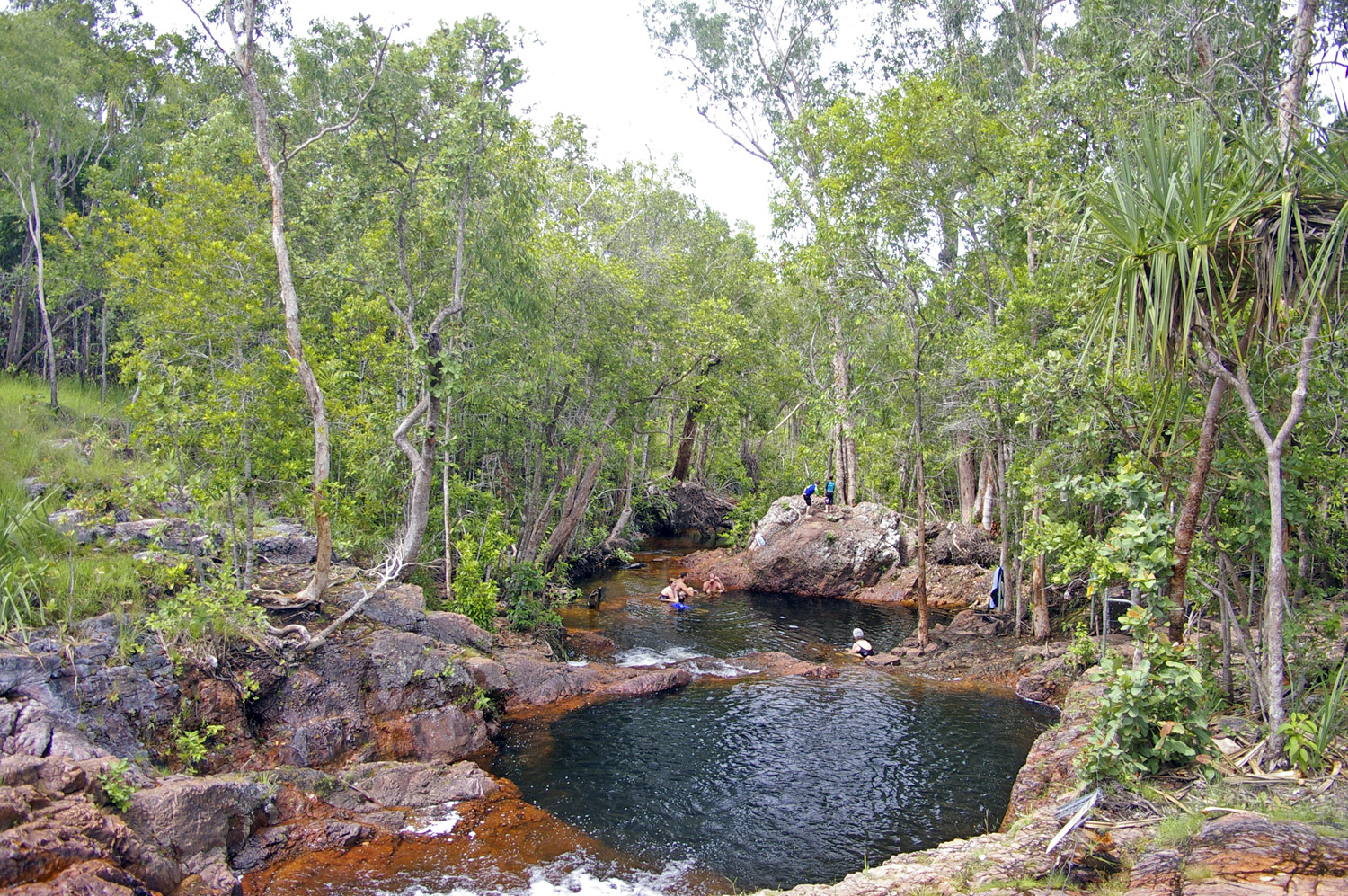
Buley Rockhole, Litchfield Nemzeti Park, Északi Terület, Ausztrália

A víznyerőhely (waterhole vagy watering hole) olyan geológiai mélyedés, amelyben víztest, rendszerint kisebb vagy nagyobb tó alakul ki, azaz megsüllyedt vagy kimosódott, majd vízzel feltöltődött földterület.
A víznyerőhelyek lehetnek efemer vagy szezonális képződmények. Víznyerőhelyek jöhetnek létre időszakos folyók környezetében, geológiai mélyedésekben vagy erózió által kimosott területeken; mindkét megjelenése forma gyakori Ausztrália száraz területein. Itt a hasonló értelmű, Ausztráliára jellemző billabong kifejezés holtágra vagy morotvára utal. Bár ilyen vízlelőhelyek vizes élőhelyeken és száraz régiókban egyaránt előfordulnak, különösen lényeges szerepet töltenek be Ausztrália sivatagos területein, ahol gyakran az egyetlen vízforrást jelentik az őshonos állatok, emberek és haszonállatok számára, illetve számos vadon élő állatfajnak élőhelyet biztosítanak. Ugyanakkor fennmaradásukat napjainkban az éghajlatváltozás fenyegeti. A sivatagi víznyerőhelyek gyakorta száraz dombvidéki területeken találhatók, ahol azokat az időszakos árvizek, valamint a folyók és patakok vízhozama által megemelt talajvíz táplálja. A sivatagi területeken ezek különösen fontosak az ausztrál őslakók számára, mivel vizet biztosítanak a helyi lakosságnak, vonzerőt jelentenek a fogyasztható állatoknak, fenntartják az élelmiszerként (bush tucker)  vagy a hagyományos ausztrál gyógyászatban (bush medicine) használható, továbbá szerszámok, lak- és menedékhelyek és ruházat készítésére alkalmas növényzetet. Az ausztrál őslakos szertartások helyszíneiként kulturális jelentőséggel is bírhatnak, jellemzően egyedi nevük van, amelyekre álomidőbeli történetek és dalvonalak is utalnak.

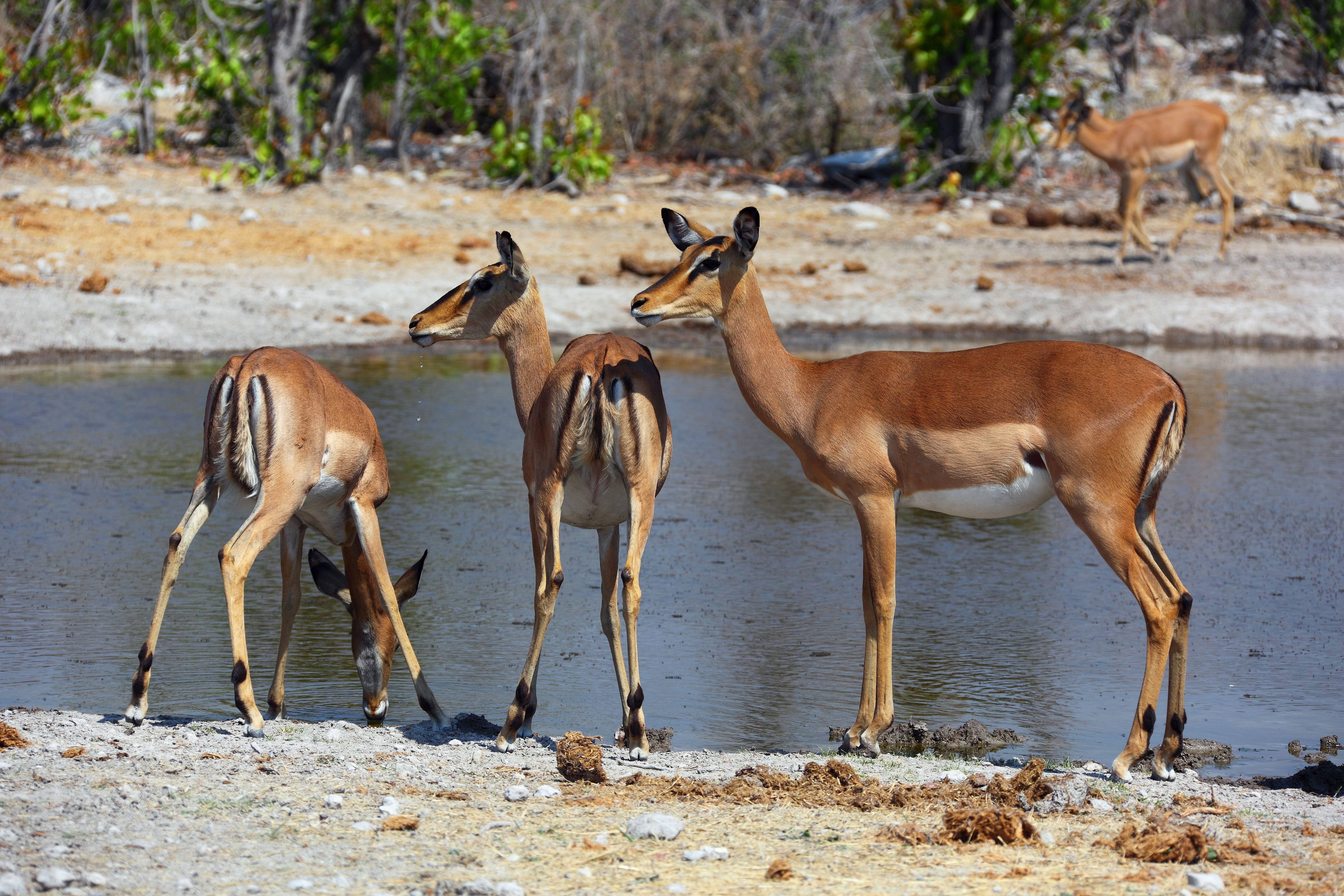
A víznyerőhely olyan természetes geológiai mélyedés, amelyben víz gyűlik össze

Afrikában, például, a víznyerőhelyek kialakulásának egy másik folyamata, amikor a talajban táplálék után kutató és ezért termeszdombokat felásó elefántok elég nagy mélyedést hoznak létre ahhoz, hogy az tartósan számottevő mennyiségű vizet megtartson. Itt a víz elérhetősége miatt összegyűlnek az állatok, ugyanakkor gyakori, Rudyard Kipling által A dzsungel könyvében is feldolgozott tévhit, hogy a víz iránti közös igény miatt a víznyerőhelyek közelében a ragadozók nem támadják meg a zsákmányállatokat, azaz köztük egyfajta átmeneti „fegyverszünet” jön létre. Valójában az figyelhető meg, hogy oroszlánok éppen a vízlelőhelyek közelében elrejtőzve cserkészik be kiszemelt áldozatukat.
Egy tanulmány rámutatott, hogy a víznyerőhelyek a kórokozók és élősködők terjedésének gyakori helyszínei, ráadásul  az éghajlatváltozás és az annak nyomán szárazabb környezet hozzájárulhat ezek fokozottabb koncentrációjához és terjedéséhez a különféle fajok között.

## Fordítás
Ez a szócikk részben vagy egészben  a   Watering hole című angol Wikipédia-szócikk ezen változatának fordításán alapul.  Az eredeti cikk szerkesztőit annak laptörténete sorolja fel. Ez a jelzés csupán a megfogalmazás eredetét és a szerzői jogokat jelzi, nem szolgál a cikkben szereplő információk forrásmegjelöléseként.